# Luke Babbitt
Luke Robert Babbitt (Cincinnati, 20 giugno 1989) è un ex cestista statunitense, professionista nella NBA e in Europa.

## Carriera
Uscito dalla University of Nevada-Reno, viene chiamato dai Minnesota Timberwolves con la 16ª scelta del draft 2010 ma poi viene subito scambiato insieme a Ryan Gomes ai Portland Trail Blazers in cambio di Martell Webster.
Inizia la sua prima stagione professionistica a Portland ma spesso viene assegnato agli Idaho Stampede, franchigia affiliata agli stessi Trail Blazers e appartenente alla lega di sviluppo D-League.

## Statistiche

### College
| Anno      | Squadra          | PG | PT | MP   | TC%  | 3P%  | TL%  | RP  | AP  | PRP | SP  | PP   |
| --------- | ---------------- | -- | -- | ---- | ---- | ---- | ---- | --- | --- | --- | --- | ---- |
| 2008-2009 | Nevada Wolf Pack | 34 | 34 | 32,6 | 45,6 | 42,9 | 86,4 | 7,4 | 1,4 | 0,7 | 0,7 | 16,9 |
| 2009-2010 | Nevada Wolf Pack | 34 | 34 | 37,1 | 50,0 | 41,6 | 91,7 | 8,9 | 2,1 | 1,0 | 0,8 | 21,9 |
| Carriera  | Carriera         | 68 | 68 | 34,9 | 48,0 | 42,1 | 89,3 | 8,1 | 1,8 | 0,9 | 0,8 | 19,4 |

### NBA

#### Regular Season
| Anno      | Squadra             | PG  | PT  | MP   | TC%  | 3P%  | TL%  | RP  | AP  | PRP | SP  | PP  |
| --------- | ------------------- | --- | --- | ---- | ---- | ---- | ---- | --- | --- | --- | --- | --- |
| 2010-2011 | Portland T. Blazers | 24  | 0   | 5,7  | 27,3 | 18,8 | 33,3 | 1,3 | 0,3 | 0,1 | 0,1 | 1,5 |
| 2011-2012 | Portland T. Blazers | 40  | 4   | 13,4 | 41,0 | 43,0 | 85,0 | 2,4 | 0,4 | 0,3 | 0,1 | 5,1 |
| 2012-2013 | Portland T. Blazers | 62  | 0   | 11,8 | 36,8 | 34,8 | 76,9 | 2,2 | 0,5 | 0,2 | 0,1 | 3,9 |
| 2013-2014 | N.O. Pelicans       | 27  | 2   | 17,5 | 39,0 | 37,9 | 77,8 | 3,3 | 1,1 | 0,3 | 0,4 | 6,3 |
| 2014-2015 | N.O. Pelicans       | 63  | 19  | 13,2 | 47,9 | 51,3 | 68,4 | 1,8 | 0,4 | 0,3 | 0,2 | 4,1 |
| 2015-2016 | N.O. Pelicans       | 47  | 13  | 18,0 | 42,2 | 40,4 | 78,0 | 3,1 | 1,1 | 0,2 | 0,1 | 7,0 |
| 2016-2017 | Miami Heat          | 68  | 55  | 15,7 | 40,2 | 41,4 | 73,3 | 2,1 | 0,5 | 0,3 | 0,2 | 4,8 |
| 2017-2018 | Atlanta Hawks       | 37  | 9   | 15,4 | 47,6 | 44,1 | 77,3 | 2,2 | 0,7 | 0,2 | 0,1 | 6,1 |
| 2017-2018 | Miami Heat          | 13  | 5   | 11,2 | 23,4 | 24,4 | -    | 1,2 | 0,4 | 0,1 | 0,2 | 2,5 |
| Carriera  | Carriera            | 381 | 107 | 14,0 | 40,8 | 40,2 | 74,7 | 2,2 | 0,6 | 0,2 | 0,2 | 4,8 |

#### Playoffs
| Anno     | Squadra    | PG | PT | MP  | TC% | 3P% | TL% | RP  | AP  | PRP | SP  | PP  |
| -------- | ---------- | -- | -- | --- | --- | --- | --- | --- | --- | --- | --- | --- |
| 2018     | Miami Heat | 2  | 0  | 1,5 | 0,0 | -   | -   | 0,0 | 0,0 | 0,0 | 0,0 | 0,0 |
| Carriera | Carriera   | 2  | 0  | 1,5 | 0,0 | -   | -   | 0,0 | 0,0 | 0,0 | 0,0 | 0,0 |

## Palmarès
- McDonald's All-American Game (2008)